# 出てこい!!ムーチャス
『出てこい!!ムーチャス』（でてこい ムーチャス）は、1994年10月17日から同年12月5日まで、読売テレビの制作により、日本テレビ系列局で放送されていたバラエティ番組である。その後も1995年1月9日から同年1月30日まで『新ムーチャス・勝ち抜きバトル』（しんムーチャス・かちぬきバトル）に改題して放送されていた。全11回（全8回+全3回）。いずれも放送時間は毎週月曜 19:00 - 19:30 （日本標準時）。

## 概要
まず一般からの参加者たちが自分たちの持ち芸を5人の芸能人たちに審査してもらい、その結果を基に贈呈賞金の額を決定。続いて、その賞金を賭けて彼らがゲームに挑戦していた。司会はヒロミが務めていた。70年代末～80年代初頭に人気のあった視聴者参加番組『ドバドバ大爆弾』のオマージュの要素が強かった。ゲームパートは当時の裏番組であった『関口宏の東京フレンドパークII』を多少意識した内容であった。しかし90年代の若者向けに事実上リメイクしたものの、構成の古臭さは隠しきれず、視聴率は低迷していた。同時期に同じ日本テレビ系で放送していた『TVおじゃマンモス』で、ヒロミが視聴率の低い当番組を宣伝する権利を賭けて、森脇健児とゲームで対決するコーナーが存在した。(森脇が勝った場合宣伝の権利が与えられた番組は、『超IQ!ひらめきパパ』)
本番組は1994年12月5日放送分をもって同タイトルでの放送を終了し、年明けにタイトルを改題したうえ、司会に大東めぐみを加えた。後半のゲームパートに代わって、日本ではまだ珍しかったロデオマシンの我慢コーナーが加わった。(このロデオマシンを体験したいためだけに、所ジョージがほぼ一般参加者と同じ扱いで出場した)だが、その矢先に阪神・淡路大震災が発生したことから、月曜19:00枠で震災関連番組『追跡・大震災 負けへんで!!』を放送するため、本番組は1995年1月30日で終了した。
| 読売テレビをはじめとする日本テレビ系列 月曜19:00 - 19:30枠               | 読売テレビをはじめとする日本テレビ系列 月曜19:00 - 19:30枠                                                                                           | 読売テレビをはじめとする日本テレビ系列 月曜19:00 - 19:30枠 |
| 前番組                                                                   | 番組名 | 次番組                                                     |
| ------------------------------------------------------------------------ | --- | ---------------------------------------------------------- |
| 頑張る!TV!! （1994年4月11日 - 1994年9月12日） 【ここまで日本テレビ制作】 | 出てこい!!ムーチャス （1994年10月17日 - 1994年12月5日） ↓ 新ムーチャス・勝ち抜きバトル （1995年1月9日 - 1995年1月30日） 【本番組から読売テレビ制作】 | 追跡・大震災 負けへんで!! （1995年2月6日 - 1995年3月6日）  |